# Populus jrtyschensis
Populus jrtyschensis là một loài thực vật có hoa trong họ Liễu. Loài này được Cheng-yuan Yang miêu tả khoa học đầu tiên năm 1982.